# Csajbók Terézia
Csajbók Terézia (Szajol, 1927. december 11. – Budapest, 2020. január 10.) magyar énekművész (mezzoszoprán), érdemes művész.

## Életpályája
Már gyermekkorában énekesnő szeretett volna lenni, hamar elhagyta szülőfaluját. 1962 és ’65 között a sienai Accademia Musicale Chigiana hallgatója volt, Gina Cigna növendékeként. 1968-tól két évtizeden át az Országos Filharmónia szólistájaként szerzett országos ismertséget, 1964-től pedig Európa szinte valamennyi országában vendégszerepelt.
Házassága dr. Bónis Ferenccel 62 évig tartott.

## Főbb koncertbemutatói
- Kodály Zoltán: Molnár Anna, zenekari változat, Budapest 1968
- Kodály: Fáj a szívem, zenekari változat, Budapest, 1971
- Bartók Béla: Magyar népdalok – II. sorozat, Budapest 1969, Antwerpen és Basel 1970, Bécs 1972
- Farkas Ferenc: "...hajadonfőtt a csillag után”, 1969
- Farkas: Cantiones optimae, 1869
- Farkas: Autumnalia, 1973
- Farkas: Török vers Júliára, 1977
- Farkas: Rosarium, 1978
- Kadosa Pál: 3 magyar népdal, 1970
- Kósa György: De profundis, 1970
- Kósa: Perlekedő prófécia, 1974
- Ránki György: Sirató, 1972
- Szokolay Sándor: Jeremiáda szoprán szólóra, fuvolára, gordonkára és cembalóra op.161., 1979
- Kalabis: Öt Rilke-dal, 1976 (magyarországi bemutató)
- továbbá von Einem, Suchoň és Seiber Mátyás művei

## Diszkográfia
- Bartók & Kodály: Hungarian Folksongs – Csajbók Terézia, Szűcs Loránt
- Balassi Bálint énekei – Bakfark Consort
- Régi magyar dalok (Benkő Dániel feldolgozásai) – Bakfark Consort
- Bartók: Village Scenes / Hungarian Folksongs – Csajbók Terézia, Tusa Erzsébet,  Török Erzsébet